# Вулиця Івана Крамського
Ву́лиця Іва́на Крамсько́го — вулиця у Святошинському районі міста Києва, місцевість Святошин. Пролягає від Берестейського проспекту до тупика.
Прилучаються вулиці Львівська, Верховинна, Михайла Котельникова і Відпочинку.

## Історія
Вулиця виникла наприкінці XIX — на початку XX століття на території Святошинських дач під назвою Георгіївська, паралельна назва  2-га Просіка. Сучасна назва на честь російського художника Івана Крамського — з 1965 року. Інший відтинок 2-ї Просіки між Берестейським проспектом і вулицею Ореста Васкула в 1958 році було приєднано до теперішньої вулиці Гетьмана Кирила Розумовського.

## Культові споруди
На території інфекційної лікарні № 5 (буд. № 21) розташована лікарняна церква Сорока Севастійських мучеників (Українська православна церква (Московський патріархат), благочиніє західного округу Київської митрополії). Спершу храм був розташований у переобладнаному приміщенні на першому поверсі лікарні. Перша служба відбулася в березні, а перша літургія — у грудні 1999 року. У 2004 році були збудовані дерев'яний типовий храм та дерев'яна каплиця Святителя Миколая. Влітку 2005 року поруч зведено також каплицю великомученика Пантелеймона. 